# Shorttrack-Weltmeisterschaften 1998
Die Shorttrack-Weltmeisterschaften 1998 fanden vom 20. bis zum 22. März 1998 in der Albert-Schultz-Halle im österreichischen Wien statt. Weltmeister im Mehrkampf wurden die Chinesin Yang Yang (A) und Marc Gagnon aus Kanada, die jeweils mit ihren Staffeln eine zweite Goldmedaille gewannen.

## Hintergrund
Die Weltmeisterschaften fanden einen Monat nach den olympischen Shorttrack-Wettkämpfen von Nagano statt. Dort hatten chinesische Athleten zwar in jedem der sechs Rennen eine Medaille, aber keinen einzigen Titel gewonnen. Erfolgreichste Shorttrackerin der Spiele von Nagano war die Südkoreanerin Chun Lee-kyung mit drei Medaillen, darunter zwei goldenen. Chun war zudem seit 1995 amtierende Mehrkampfweltmeisterin. Sie verteidigte ihren Titel gemeinsam mit der Chinesin Yang Yang (A), die punktgleich mit Chun die Goldmedaille bei den Weltmeisterschaften 1997 gewonnen hatte. Yang stand nach für sie unbefriedigenden Ergebnissen bei den Olympischen Spielen nach eigener Aussage kurz vor der Entscheidung, ihre Karriere zu beenden, entschied sich aber nach Zuspruch durch einen früheren Trainer doch für die Fortsetzung.
Bei den Männern verteidigte der 18-jährige Südkoreaner Kim Dong-sung seinen 1997 errungenen Weltmeistertitel im Mehrkampf. Kim führte in der Saison 1997/98 auch das World Ranking – den Vorläufer des Shorttrack-Weltcups – an.

## Ablauf
Im Rahmen der Shorttrack-WM 1998 wurden Einzelrennen über 500, 1000, 1500 und 3000 Meter (jeweils Frauen und Männer) sowie Staffeln über 3000 Meter (Frauen) und 5000 Meter (Männer) gelaufen. Die Finalteilnehmer auf jeder Einzelstrecke erhielten gemäß ihrer Platzierung Punkte (fünf für den Sieger, drei für den Zweiten, zwei für den Dritten und einen für den Vierten), die zusammengerechnet eine Gesamtwertung ergaben. Die besten Athleten dieser Wertung nach den ersten drei gelaufenen Distanzen qualifizierten sich für das Superfinale über 3000 Meter.
Den Mehrkampftitel bei den Frauen errang Yang Yang (A), die über 1000 und 1500 Meter am schnellsten war, vor Wang Chunlu und Chun Lee-kyung, die jeweils eine Strecke für sich entschieden (Wang die 500 Meter, Chun die 3000 Meter) und punktgleich die Silbermedaille gewannen. In der Staffel setzten sich die Chinesinnen um Yang und Wang mit zwei Sekunden Vorsprung auf das südkoreanische Team durch.
Bei den Männern wurde der Kanadier Marc Gagnon Weltmeister im Mehrkampf. Er entschied wie Yang Yang die 1000 und 1500 Meter für sich. Hinter ihm gewannen der amtierende Europameister Fabio Carta Silber und Titelverteidiger Kim Dong-sung Bronze. Gagnon holte mit der kanadischen Staffel eine zweite Goldmedaille vor den Mannschaften aus Südkorea und China.

## Medaillengewinner
Die Erstplatzierten der Einzelstrecken werden von der ISU nicht als Weltmeister geführt, sondern ausschließlich die Sieger der Gesamtwertung (= des Mehrkampfes) und der Staffeln.

### Frauen
| Wettbewerb         | Gold                                                                         | Gold         | Silber                                                      | Silber       | Bronze                                                                  | Bronze       |
| Wettbewerb         | Sportlerin                                                                   | Leistung     | Sportlerin                                                  | Leistung     | Sportlerin                                                              | Leistung     |
| ------------------ | ---------------------------------------------------------------------------- | ------------ | ----------------------------------------------------------- | ------------ | ----------------------------------------------------------------------- | ------------ |
| 500 Meter          | Wang Chunlu                                                                  | 0:45,087 min | Annie Perreault                                             | 0:45,180 min | Marinella Canclini                                                      | 0:45,266 min |
| 1000 Meter         | Yang Yang (A)                                                                | 1:33,562 min | Chun Lee-kyung                                              | 1:33,584 min | Kim Yoon-mi                                                             | 1:34,198 min |
| 1500 Meter         | Yang Yang (A)                                                                | 2:26,063 min | Wang Chunlu                                                 | 2:26,347 min | Ewgenija Radanowa                                                       | 2:26,501 min |
| 3000 Meter         | Chun Lee-kyung                                                               | 5:19,340 min | Yang Yang (A)                                               | 5:20,057 min | Ewgenija Radanowa                                                       | 5:20,387 min |
| Mehrkampf          | Yang Yang (A)                                                                | 13 Punkte    | Wang Chunlu                                                 | 8 Punkte     |                                                                         |              |
| Mehrkampf          | Yang Yang (A)                                                                | 13 Punkte    | Chun Lee-kyung                                              | 8 Punkte     |                                                                         |              |
| 3000-Meter-Staffel | Volksrepublik ChinaWang Chunlu Yang Yang (A) Yang Yang (S) Sun Dandan Qin Na | 4:21,122 min | SüdkoreaWon Hye-kyung Chun Lee-kyung Kim Yoon-mi An Sang-mi | 4:23,135 min | Vereinigte StaatenSarah Lang Caroline Hallisey Amy Peterson Erin Porter | 4:28,251 min |

### Männer
| Wettbewerb         | Gold                                                                            | Gold         | Silber                                                                  | Silber       | Bronze                                                  | Bronze       |
| Wettbewerb         | Sportler                                                                        | Leistung     | Sportler                                                                | Leistung     | Sportler                                                | Leistung     |
| ------------------ | ------------------------------------------------------------------------------- | ------------ | ----------------------------------------------------------------------- | ------------ | ------------------------------------------------------- | ------------ |
| 500 Meter          | Feng Kai                                                                        | 0:42,458 min | Éric Bédard                                                             | 0:42,675 min | Yuan Ye                                                 | 0:42,724 min |
| 1000 Meter         | Marc Gagnon                                                                     | 1:34,117 min | Satoru Terao                                                            | 1:34,123 min | Fabio Carta                                             | 1:34,193 min |
| 1500 Meter         | Marc Gagnon                                                                     | 2:16,929 min | Fabio Carta                                                             | 2:17,046 min | Kim Dong-sung                                           | 2:17,341 min |
| 3000 Meter         | Kim Dong-sung                                                                   | 5:15,007 min | Michele Antonioli                                                       | 5:18,609 min | Fabio Carta                                             | 5:21,546 min |
| Mehrkampf          | Marc Gagnon                                                                     | 10 Punkte    | Fabio Carta                                                             | 8 Punkte     | Kim Dong-sung                                           | 7 Punkte     |
| 5000-Meter-Staffel | KanadaDerrick Campbell Mathieu Turcotte Marc Gagnon François Drolet Éric Bédard | 7:01,557 min | SüdkoreaKim Dong-sung Chae Ji-hoon Lee Jun-hwan Lee Ho-eung Kim Sun-tae | 7:01,738 min | Volksrepublik ChinaLi Jiajun Feng Kai Yuan Ye An Yulong | 7:02,455 min |

## Medaillenspiegel
| Platz | Land                |   |   |   |    |
| ----- | ------------------- | - | - | - | -- |
| 1     | Volksrepublik China | 2 | 1 | 1 | 4  |
| 2     | Kanada              | 2 | – | – | 2  |
| 3     | Südkorea            | – | 3 | 1 | 4  |
| 4     | Italien             | – | 1 | – | 1  |
| 5     | Vereinigte Staaten  | – | – | 1 | 1  |
| Total | Total               | 4 | 5 | 3 | 12 |